# 勒吕克
勒吕克（法語：Le Luc，法語發音：[lə lyk]）是法国普罗旺斯-阿尔卑斯-蓝色海岸大区瓦尔省的一个市镇，属于德拉吉尼昂区。

## 地理
勒吕克（43°23'41"N, 6°18'46"E）面积44.16 平方千米，位于法国普罗旺斯-阿尔卑斯-蓝色海岸大区瓦尔省，该省份为法国东南部沿海省份，北起上普罗旺斯阿尔卑斯省，西北角与沃克吕兹省接壤，西接罗讷河口省，南濒地中海，东临滨海阿尔卑斯省。
与勒吕克接壤的市镇（或旧市镇、城区）包括：卡巴斯、勒卡内德莫尔、伊索勒河畔弗拉桑、贡法龙、莱马永、勒托罗内。

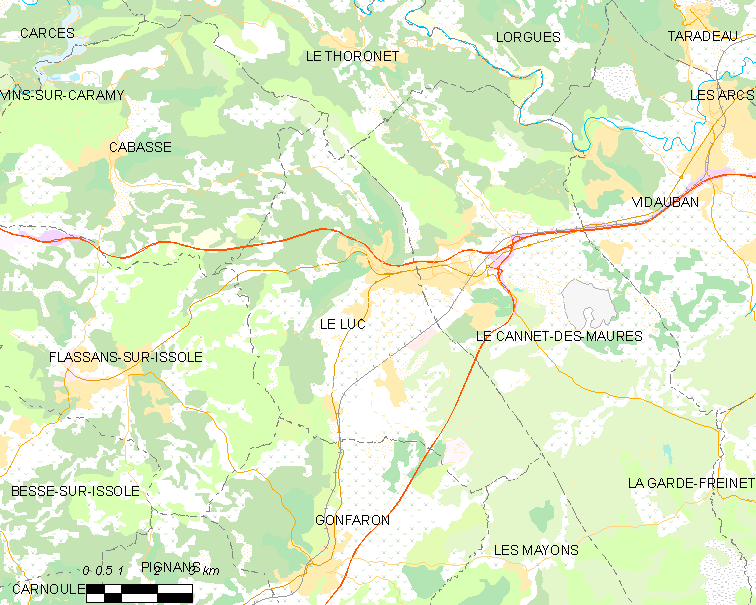
勒吕克的OSM定位图

勒吕克的时区为UTC+01:00、UTC+02:00（夏令时）。

## 行政
勒吕克的邮政编码为83340，INSEE市镇编码为83073。

## 政治
勒吕克所属的省级选区为勒吕克县。

## 人口

1962-2008年间勒吕克人口变化图示

勒吕克于2022年1月1日时的人口数量为11124人。